# Jill St. John
Jill St. John (* 19. srpna 1940, Los Angeles, Kalifornie) je americká herečka židovského původu známá rolí Bond girl z bondovky Diamanty jsou věčné. V roce 1963 byla nominována na Zlatý glóbus za roli v komedii Pojď si zařádit.
Její rodné jméno zní Jill Arlyn Oppenheimová. Současným čtvrtým manželem je americký herec Robert Wagner.

## Herecká filmografie
| - 2002 – The Calling - 2002 – The Trip - 2000 – Strip Mall (televizní seriál) - 1998 – Something to Believe In - 1995 – Out There (televizní film) - 1992 – Hráč - 1989 – Kolem světa za 80 dní (televizní seriál) - 1983 – Emerald Point N.A.S. (televizní seriál) - 1982 – The Act - 1982 – The Concrete Jungle - 1982 – Rooster (televizní film) - 1981 – Spring Fling of Glamour and Comedy (televizní film) - 1980 – Omnibus (televizní seriál) - 1979 – Hart to Hart (televizní film) - 1977 – Telethon (televizní film) - 1976 – Brenda Starr (televizní film) - 1973 – Saga of Sonora (televizní film) - 1972 – Sitting Target - 1971 – Diamanty jsou věčné - 1971 – Mooch Goes to Hollywood - 1970 – Foreign Exchange (televizní film) - 1969 – The Spy Killer (televizní film) - 1967 – Banning | - 1967 – How I Spent My Summer Vacation (televizní film) - 1967 – The King's Pirate - 1967 – Osm na útěku - 1967 – Tony Rome - 1966 – Fame Is the Name of the Game (televizní film) - 1966 – The Oscar - 1965 – The Liquidator - 1964 – Honeymoon Hotel - 1963 – Bob Hope Presents the Chrysler Theatre (televizní seriál) - 1963 – Kdo to spal v mé posteli? - 1963 – Pojď si zařádit - 1963 – Who's Minding the Store? - 1962 – Tender Is the Night - 1961 – Římské jaro paní Stoneové - 1960 – Ztracený svět - 1959 – Holiday for Lovers - 1959 – The Remarkable Mr. Pennypacker - 1958 – Summer Love - 1957 – DuPont Show of the Month (televizní seriál) - 1949 – Sandy Dreams (televizní seriál) |

### Dokumenty
- 2004 – Cary Grant: A Class Apart (televizní film)
- 2002 – Bondovy dívky jsou věčné (televizní film)
- 2000 – Inside 'Diamonds Are Forever' (video film)
- 2000 – The Men Behind the Mayhem: The Special Effects of James Bond (video film)
- 1999 – Příběh Jamese Bonda (televizní film)
- 1987 – Happy 100th Birthday Hollywood (televizní film)